# Cultura japoneză
Cultura japoneză este ansamblul de valori materiale și spirituale produse pe teritoriul Japoniei, începând cu Perioada Jōmon.

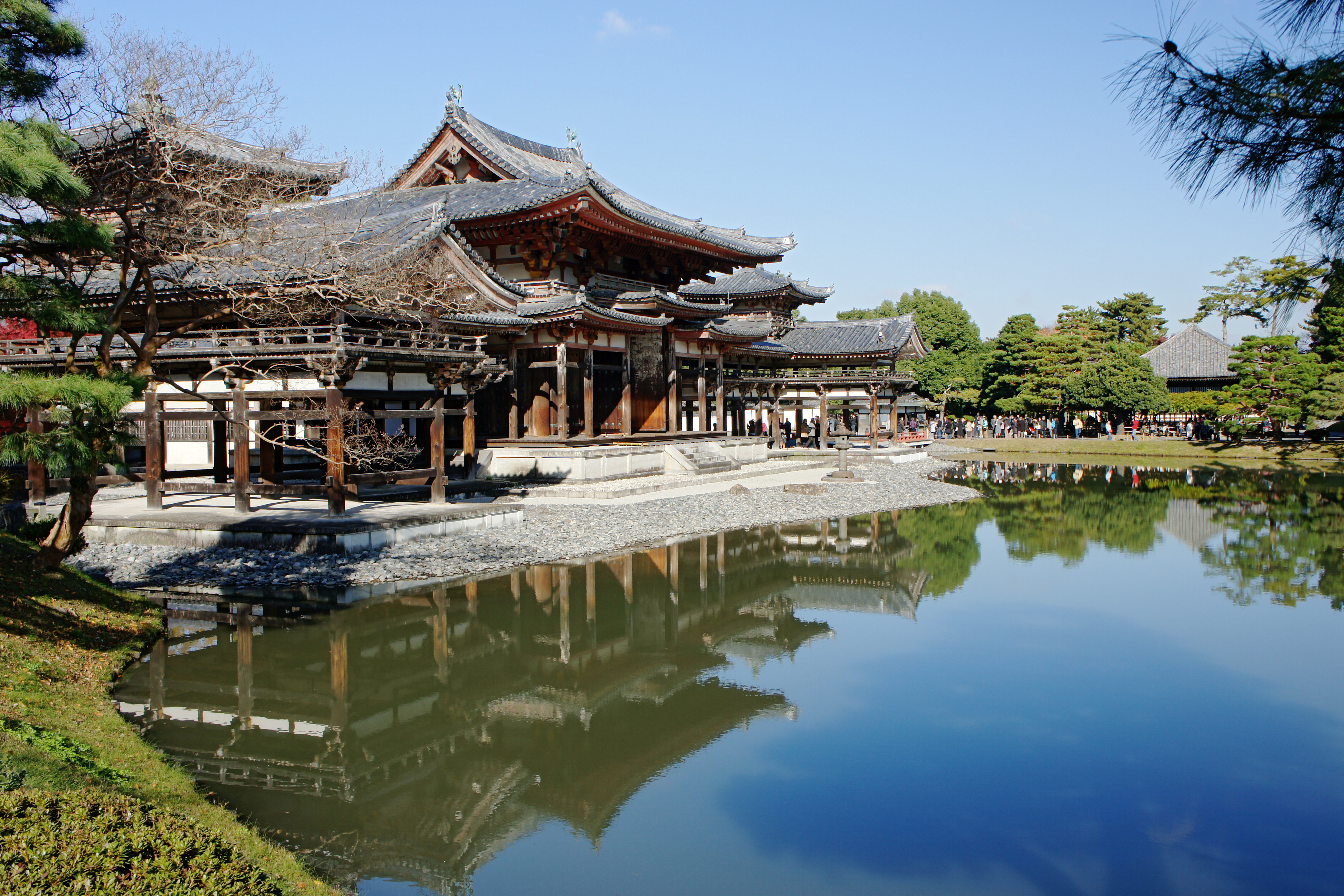
Grădinile japoneză în era Heian
(Byodo-In, Locuri din Patrimoniul Mondial UNESCO)

## Arta și literatura
Primele elemente de artă din arhipelagul japonez le găsim în perioada Jōmon (cca. 8000 - cca. 300 î.e.n.) când au fost confecționate vase de ceramică folosite pentru provizii și figurine din lut (dogū). Ceramica Jōmon, deseori confecționată în formă de flacără, este cea mai veche ceramică în lume descoperită până la ora actuală.

## Cultura în perioada Yayoi
Perioada Yayoi (cca. 300 î.e.n. - cca. 300 e.n.) a adus tehnicile de prelucrare a metalului pentru realizarea armelor din aramă și a clopotelor din bronz (dōtaku), precum și tehnica de prelucrare a ceramicii arse.

## Cultura în perioada Kofun
Urmează perioada Kofun (Yamato) (cca. 300 - 710) a marilor morminte (tumulii), caracterizată prin construirea de mari mausolee din pământ. Oglinzi din bronz – simboluri ale alianțelor politice – și sculpturi din lut (haniwa) au fost descoperite în aceste morminte. Cu toate că nu a existat o literatură scrisă înaintea secolului al VIII-lea, un mare număr de balade, rugăciuni rituale, mituri și legende au fost create în această perioadă.

## Cultura în perioada Asuka

Mormânt imperial din Asuka

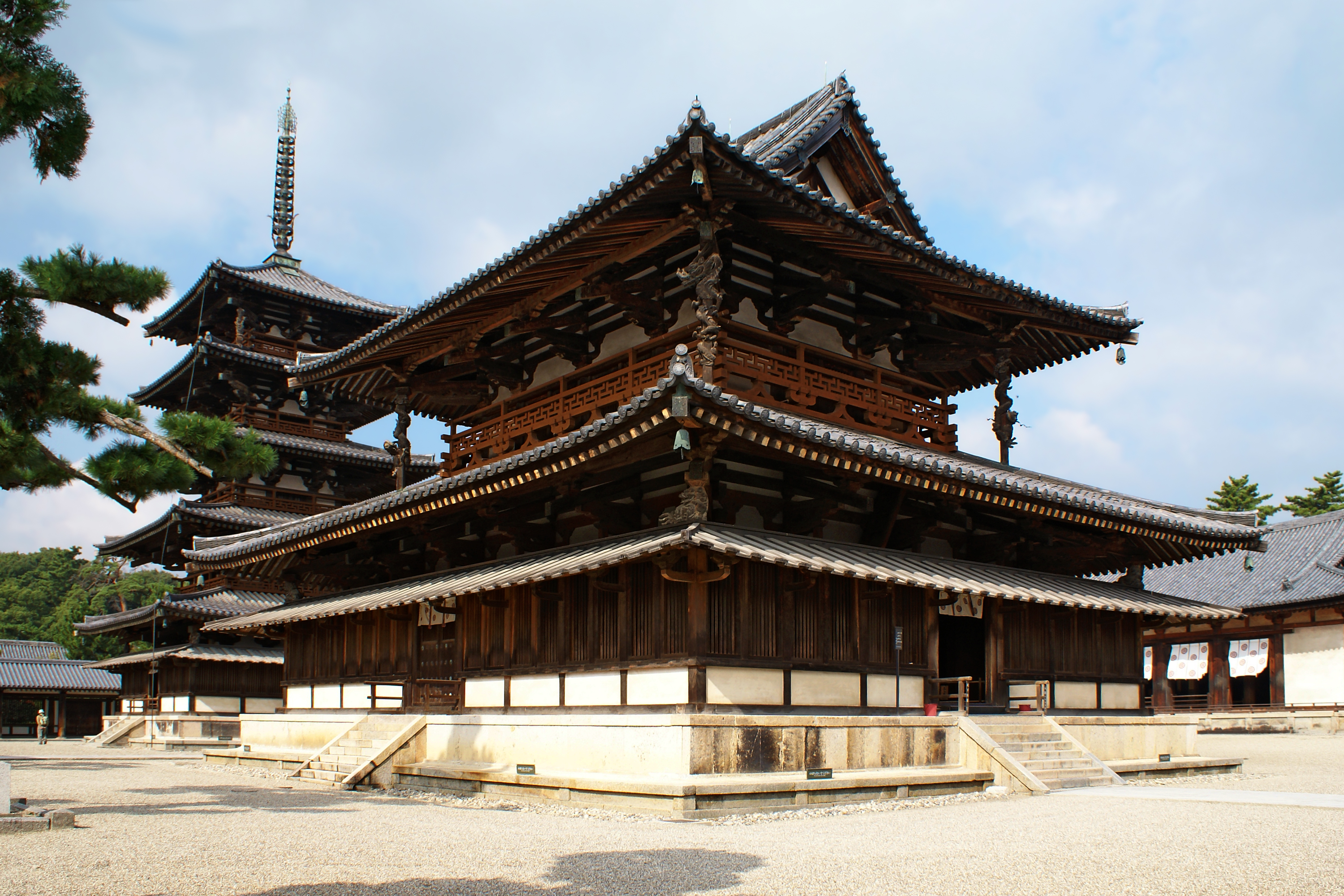
Horyu-ji

Cele mai timpurii construcții budiste care se mai păstrează încă în Japonia – fiind cele mai vechi clădiri din lume – datează din perioada Asuka (552-710). Complexul de temple de la Hōryūji, aflat la sud-vest de Nara a fost construit pentru prima dată la începutul secolului al VII-lea ca templu al prințului Shōtoku Taishi, complexul este format din 41 de pavilioane independente. Cele mai importante dintre acestea, Pavilionul de Aur (Kondō) și Pagoda cu cinci etaje (Gojū no tō), sunt situate în centrul unei zone deschise înconjurate de un zid cu acoperiș. În interiorul Kondō-ului se află unele dintre cele mai importante sculpturi ale acestei perioade. Cel mai important templu din secolul al VIII-lea a fost Tōdaiji din Nara, construit ca să devină centrul unei rețele de temple.
Baladele, rugăciunile rituale, miturile și legendele create în perioada Yamato au fost mai apoi incluse în perioada Nara (710-794) în “Kojiki” (“Povestea despre cele vechi”) apărut în anul 712, scris în cea mai mare parte în japoneză, dar cu caractere chinezești și în “Nihon shoki” (“Cronicile Japoniei din cele mai vechi timpuri până în 629 e.n.”) apărut în anul 720, scrisă aproape în totalitate în chineză. Fiind primele istorii ale Japoniei, aceste lucrări explică originea poporului japonez și formarea statului japonez, potrivit miturilor shinto.
Poezia lirică provenită din balade a fost adunată în prima antologie japoneză “Man’yōshū” (“Antologie a nenumăratelor frunze”), compilată de poetul Otomo no Yakamochi după anul 759. Cele două forme poetice mai importante folosite în antologie au fost poemul scurt (tanka) și poemul lung (chōka).
În această perioadă budismul se impune ca religie oficială a Japoniei.

## Cultura în perioada Heian

Imagini din Muzeul Genji Monogatari din Uji

Perioada Heian (795-1185), considerată clasică a culturii și artei japoneze, a fost dominată de cultura aristocratică, îmbogățind întreaga moștenire a tezaurului mondial.
Inventarea sistemului de scriere kana, care a dus la posibilitatea de a reproduce cu fidelitate sunetele limbii japoneze, a contribuit la dezvoltarea literaturii japoneze clasice. Această invenție a fost atribuită călugărului budist Kūkai și a fost folosită cu certitudine, la începutul secolului al IX-lea. Deoarece femeilor nu le era permis să scrie folosind sistemul de scriere chinez, ele au trebuit să folosească noul sistem de scriere japonez, în timp ce bărbații îl foloseau pe cel chinez în actele oficiale. Astfel, literatura Heian a prezentat în special viața privată de la curtea imperială.
Familia imperială a constituit un important centru de cultură, iar în anul 905 a fost alcătuită “Kokinshū” (“Antologie de poeme vechi și moderne”), prima dintre marile antologii de poezie imperială. Ki no Tsurayuki, Ki no Tomonori, Ōshikochi no Mitsune și Mibu no Tadamine au compilat acestă antologie la ordinul împăratului Daigo. Poetul Ariwara no Narihira, care înainte era considerat autorul colecției de proză și poezie numită “Ise monogatari” ("Povestiri din Ise"), apărută în 980, și poetesa Ono no Komachi sunt doar doi dintre cei mai importanți reprezentanți ai acestei noi poezii aristocratice.
În această perioadă a fost realizată cea mai importantă operă a literaturii japoneze, capodoperă a literaturii universale, “Povestea lui Genji” (“Genji monogatari”) de Murasaki Shikibu. “Genji monogatari”, care poate fi considerat și un precursor al romanului modern, prezintă viața și iubirile prințului Hikaru Genji precum și viața de la curtea Heian. Muzica Heian, în special gagaku, a fost în mod intim legată de viața de la curtea aristocratică. Aristocrații perioadei Heian, precum personajele lui Murasaki Shikibu, cântau în mod îndemânatic la instrumente muzicale. O altă reprezentantă importantă a culturii de curte din era Heian a fost Sei Shōnagon.

## Perioada Kamakura

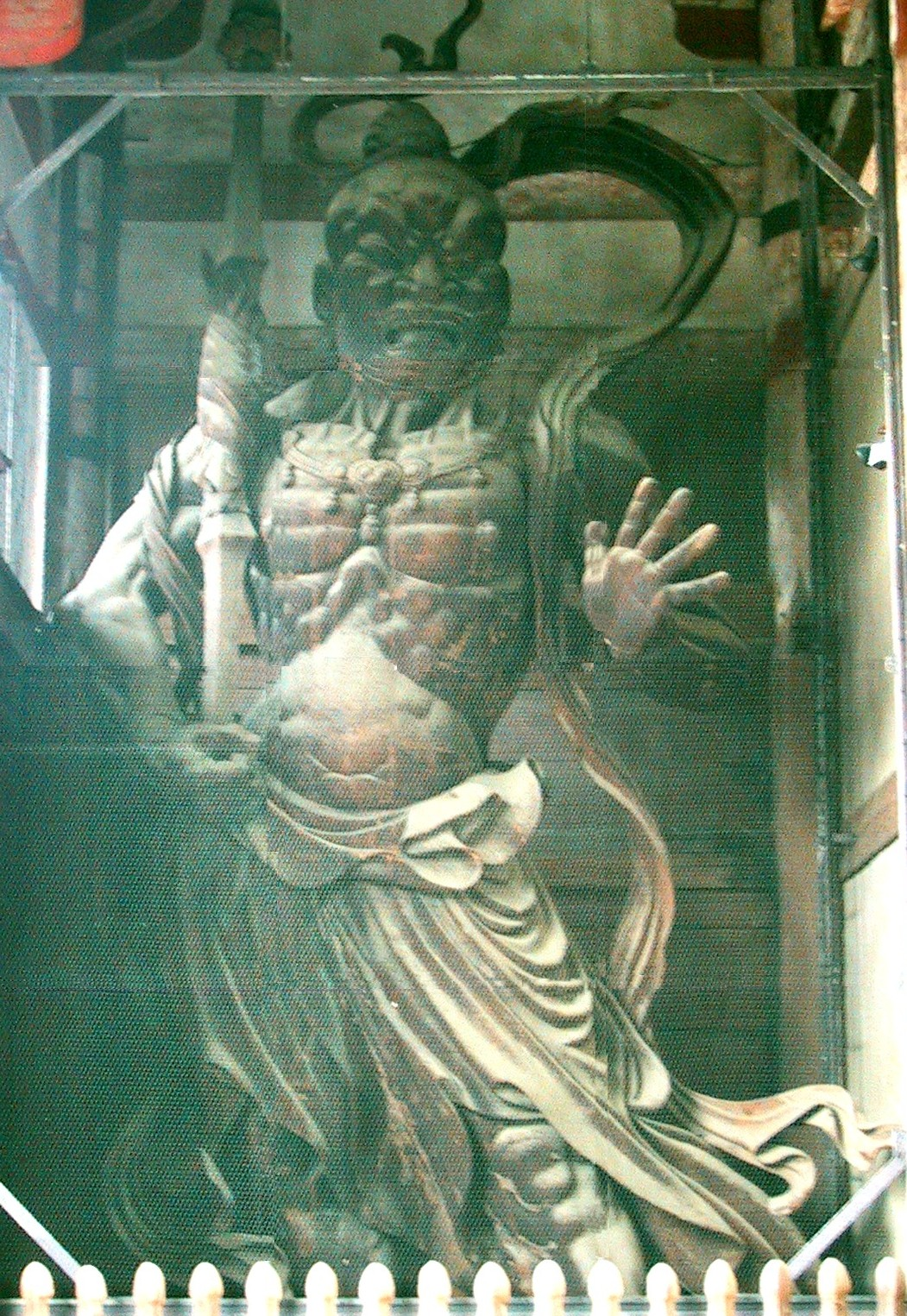
Un Nio în templul Tōdai-ji, creat în 1203 de către călugărul Unkei

În perioada Kamakura (1185-1333) singurele elemente de artă se găsesc la Kyoto, capitala împăratului. Aceasta este perioada în care budismul devine o religie populară, dar  budismul zen este privit ca una dintre cele mai importante școli de gândire din acea vreme, fiind îmbrățișat în mare parte de către starea luptătorilor. Kamakura este perioada de înflorire a literaturii religioase.

## Perioada Muromachi
Școala zen budistă introdusă pentru a doua oară în Japonia în perioada Muromachi (1333-1573) a influențat într-o mare măsură valorile artistice. În această perioadă preoții-pictori Shubun, un călugăr de la templul Shokoku-ji din Kyoto, și Sesshu care a studiat pictura chineză în China, au devenit cunoscuți, amândoi fiind adepți ai budismului zen.

## Perioada Azuchi-Momoyama
Cea mai importantă școală de pictură din perioada Azuchi-Momoyama (1573-1603) a fost cea a lui Kano Eitoku. Cea mai mare inovație a acestei perioade a fost pictarea de peisaje pe ușile pliante care închideau o cameră, deseori pe un fundal de aur.

## Perioada Edo

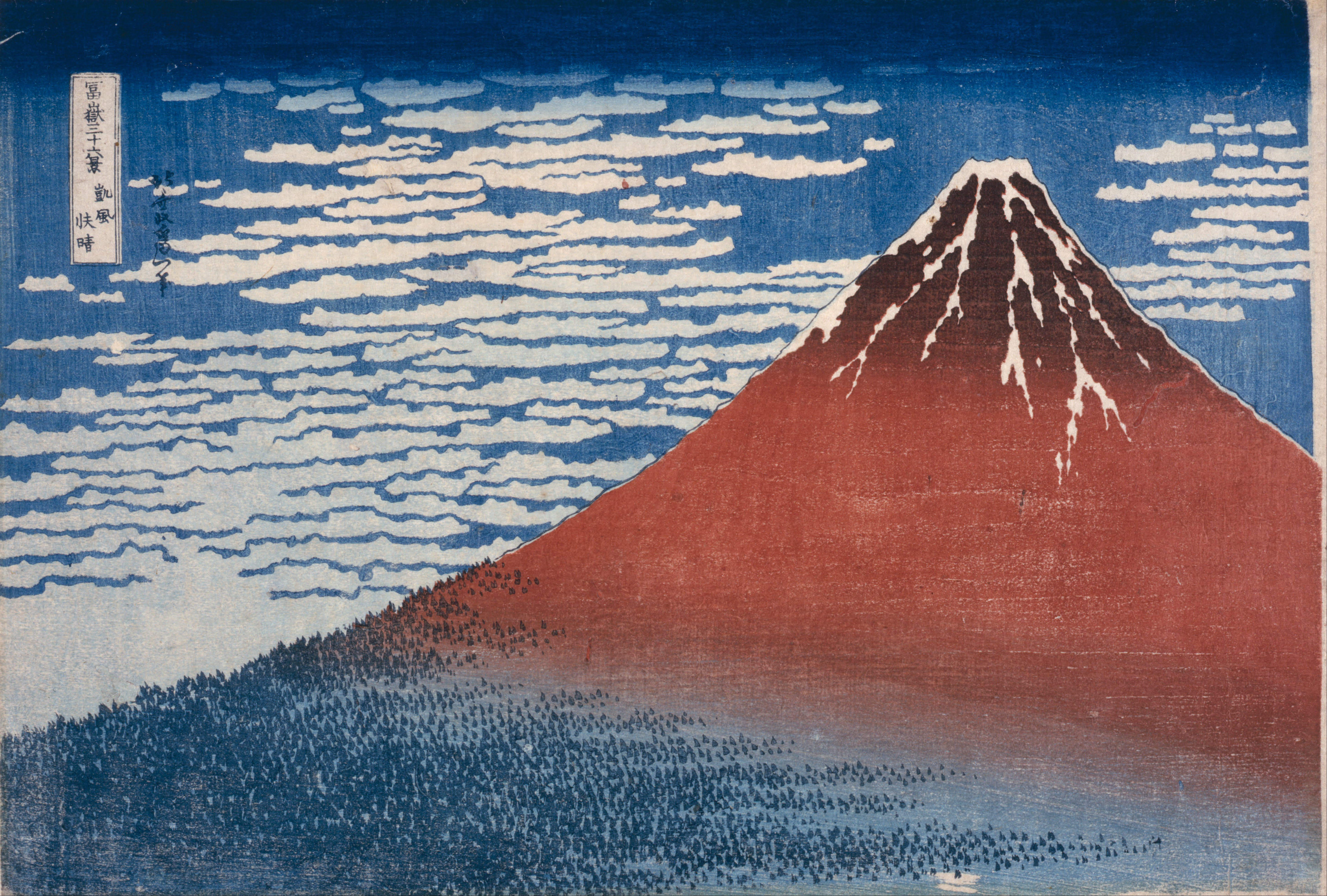
ukiyo-e (Hokusai)

Perioada pictorilor Ukiyo-e este perioada Edo (1603-1868) când au fost realizate unele dintre cele mai frumoase stampe, ukiyo-e din istoria Japoniei. Printre marii pictori ai acestei perioade îi putem aminti pe Kitagawa Utamaro (1753-1806), Katsushika Hokusai (1760-1849) și Ando Hiroshige (1797-1858). Literatura erei Edo este reprezentată de către Ueda Akinari (1734-1809), Jippensha Ikku (1765-1831) și Ryutei Tenehito (1783-1843). Dar cea mai importantă figură a acestei ere este considerat a fi Matsuo Basho (1644-1694) cel care a dat haiku-lui forma perfectă a tuturor timpurilor.
Arta și literatura Japoniei s-au dezvoltat în strânsă legătură cu evenimentele politice și au influențat într-o anumită măsură evoluția stărilor sociale în Japonia evului mediu.

## Muzica japoneză tradițională
Strămoșul instrumentului koto își are rădăcinile pe continentul asiatic. Totuși ca și pentru alte instrumente, muzica japoneză de koto nu are nimic în comun cu cea chineză sau coreeană. Istoria muzicii de koto în Japonia se întinde pe mai mult de 12 secole. Cea mai lungă dintre țiterele lungi ale Asiei de Est, koto are corpul sculptat în lemn de kiri (paulownia) lung cam de aproximativ doi metri. Peste acest corp, elegant, alungit și ușor convex, sunt întinse 13 corzi de mătase egal tensionate, fiecare fir având ca suport o punte proprie. Pentru că fiecare coardă este reglabilă, este posibilă o infinitate de acorduri și, într-adevăr, se folosesc chiar în cadrul unui singur cântec, diverse tonuri, nefiind nimic anormal în faptul că se modifică tonul de bază în timpul compoziției.
Corzile sunt pișcate de trei pene (tsume) din fildeș, purtate pe degetele de la mâna dreaptă, mijlociu și inelar. Sunetul fiecărei corzi poate fi modificat, crescut cu un semiton, un ton sau un ton și jumătate, în funcție de preferință. Cea mai mare parte a repertoriului tradițional implică koto ca acompaniament pentru voce, în recitarea unor poeme clasice. Compoziții recente utilizează koto in solo instrumental sau ansambluri pur instrumentale.
Părintele stilului modern de interpretare la koto este Yatsuhashi Kengyo (1614-1685). Cu inovațiile sale aduse stilului și tehnicii, muzica s-a îndepărtat de stilul aristocratic devenind mult mai accesibilă și populară. Unul dintre cei mai distinși compozitori de koto, ale cărui piese conțineau, în majoritate și versuri, este Rentaro Taki (1879-1903). Un mare compozitor al genului este Michio Miyagi (1884-1956). Acest geniu orb a lansat peste 300 de compoziții și numeroase inovații tehnice cum ar fi koto bas cu 17 corzi.

### Crăciunul în Japonia
Crăciunul în Japonia nu este o sărbătoare națională însă, încurajată de companiile comerciale, a devenit o sărbătoare populară în  Țara Soarelui-Răsare. Japonezii fac schimburi de cadouri, iar cadourile copiilor sunt puse lângă pernă în timpul nopții. Petrecerile de Crăciun  se fac înaintea sau după ziua Crăciunului, unic fiind tortul de Crăciun care este făcut din frișcă bătută și căpșune. Clădirile și copacii sunt decorați cu lumini de Crăciun iar în locurile publice sunt instalați pomi de Crăciun. Ajunul Crăciunului a devenit o sărbătoare pentru cupluri în care aceștia își dăruiesc cadouri și își petrec timpul împreună.
Prima celebrare a Crăciunului  în Japonia a fost înregistrată în 1552 - mesă ținută de misionarii iezuiți din prefectura Yamaguchi. Unii consideră că tradiția celebrării Cracinului a apărut odată cu venirea misionarului Francis Xavier în Japonia în 1549. Începând cu expulzarea misionarilor în 1587 și interzicerea Creștinismului în toată Japonia în 1612, practicile Creștine au încetat. Totuși, timp de 250 de ani, o mică enclavă de Creștini, cunoscuți că Kakure Kirishitan ("Creștin ascuns"), au continuat să practice rituale creștine pe ascuns. 
Crestinitatea în Japonia, împreună cu celebrarea Crăciunului a reapărut la începutul perioadei Meiji (1868 - 1912) influențată de tradițiile Americane. În acest timp tradiția s-a extins încet în orașele mari ale țării. În anii celui de-al II-lea Război Mondial toate tradițiile legate de această sărbătoare au fost suprimate. Începând cu 1960, odată cu creșterea rapidă a econimiei și influența dramelor TV Americane, Crăciunul a devenit popular printre Japonezi, însă fără conotație religioasă. Pentru mulți Japonezi celebrarea Crăciunului este similară participării la un matsuri, unde participanții, de multe ori, nu dau importantă zeității (kami) celebrate. Începând cu 1970 multe cântece și filme TV prezintă Crăciunul că o sărbătoare pentru îndrăgostiți.

## Anul Nou în Japonia
Mulți japonezi consideră Anul Nou una din cele mai importante festivități ale anului. Din 1873, după adoptarea calendarului gregorian în Japonia, anul nou este sărbătorit ca în restul lumii pe 31 decembrie - 1 ianuarie. 

### Mâncare tradițională
Japonezii mănâncă o serie de mâncăruri de Anul Nou numită osechi-ryōri, fiecare tip de mâncare având o semnificație simbolică. Lista include kombu (alge de mare), kamaboko (rulada de pastă de pește), kurikinton (piure de cartofi dulci și castane), kinpira gobo (rădăcini de brusture fierte) și kuromame (boabe dulci de soia). Multe din aceste tipuri sunt dulci, acre sau uscate, și pot sta mult timp fără a fi ținute în frigider.  
Sunt multe varietăți de osechi conținând diferite tipuri de mâncăruri, depinzând de regiune. 
Alt tip popular de mâncare este supa ozoni care conține mochi (piure de orez) și alte ingrediente care diferă în funcție de regiune. Se mănâncă și sushi, sashimi și alte mâncăruri.

### Bătaia clopotelor
La miezul nopții pe 31 decembrie, templele budiste din toată Japonia bat clopotele de 108 ori, simbolizând cele 108 păcate ale omului. Clopotele se bat și pentru că fiecare japonez să fie păzit de cele 108 ispite lumești. De asemenea se crede că bătaia clopotelor izbăvește de păcatele făcute în anul precedent. 

### Cărți poștale
Unul din obiceiuirile japoneze este trimiterea de cărți poștale de Anul Nou, numite nengajō. Acestea sunt trimise la prieteni, rude, clineți etc. Japonezii trimit cărțile poștale astfel încât acestea să ajungă pe 1 ianuarie, perioada anului nou fiind una din perioadele cele mai aglomerate ale poștei. Cărți poștale pot fi găsite de diferite modele, pre-imprimate cu spațiu pentru mesaje, sau neimprimate, pentru cei care doresc să-și creeze propriile modele. 

### Otoshidama
De anul nou, japonezii au obieciul de a dărui bani copiilor. Acest obicei este cunoscut ca otoshidama. Copii primesc plicuri mici decorate, numite pochibukuro. Suma pusă în plic depinde de vârsta copilului, însă este aceeași dacă familia are mai mulți copii, pentru a nu supăra pe nimeni.